# Бергхольц (дворянский род)
Бергхольц (нем. von Bergholtz) — тверской дворянский род немецкого происхождения. 16 октября 1886 года статский советник Фёдор Павлович фон Бергхольц внесён в III часть дворянской родословной книги Рязанской губернии.

## Описание герба
В зелёном поле шествующая рысь естественного цвета. На щите баронский шлем, намёт справа зелёный, подбитый золотом, слева лазоревый, подбитый серебром. В нашлемнике открытые рога, переменно пересечённые на золото и червлёнь, меж ними направленная вверх стрела, поверх три шестиконечных лазоревых звезды 1 и 2.